# Nansenpass

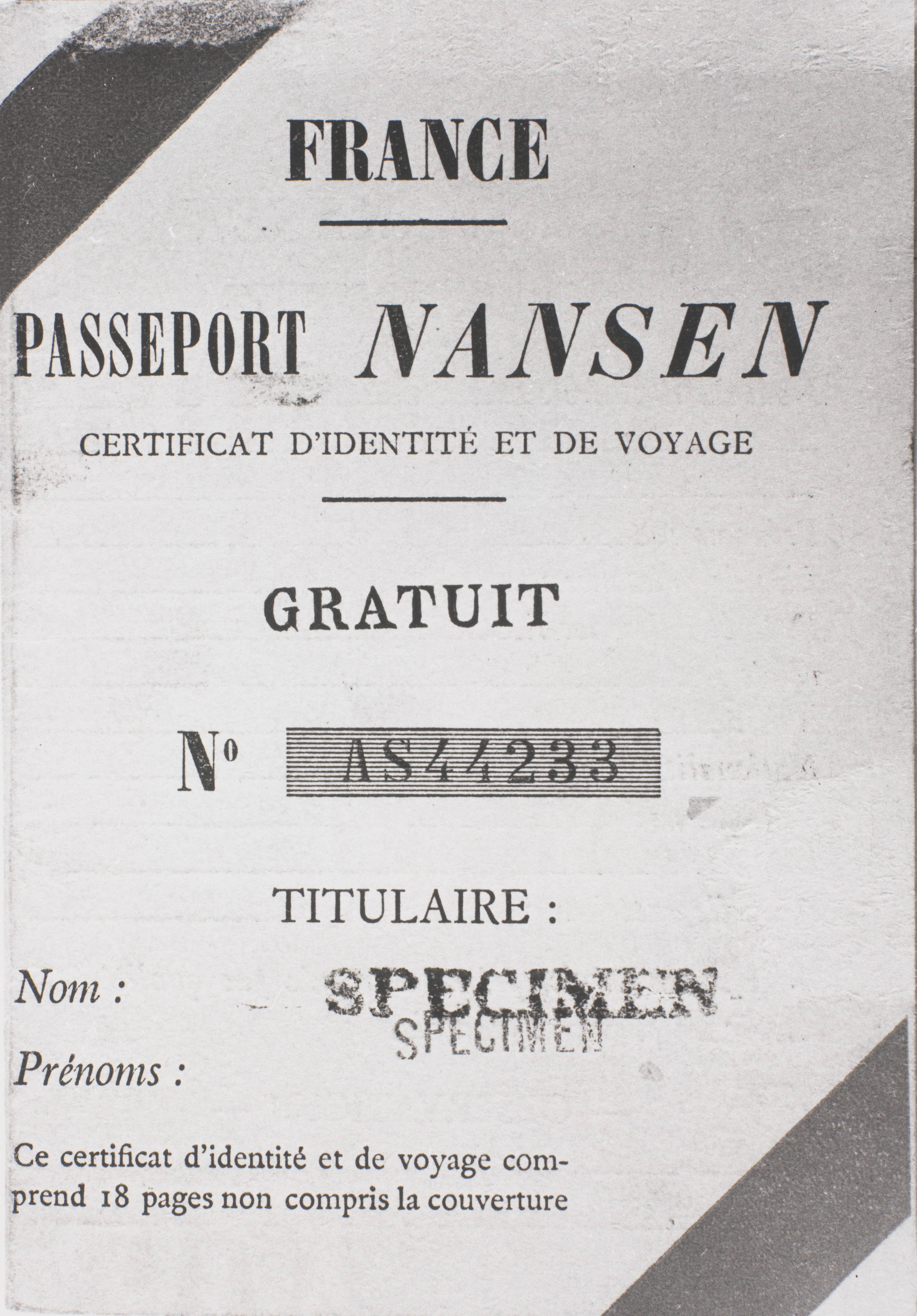
Franskt Nansenpass

Ett Nansenpass var en typ av identitetshandling utställd till bl.a. armeniska, ryska, syriska och turkiska flyktingar som blivit statslösa efter första världskriget. Nansenpass skapades 1922 med Fridtjof Nansen som främste tillskyndare och erkändes av som mest 52 regeringar. Passet kunde förnyas årligen mot en avgift och den kunde så småningom delvis finansiera den flyktinghjälp som Nansenbyrån bedrev.
Ungefär 450 000 Nansenpass gavs ut till statslösa.